# Slava
Pour les articles homonymes, voir Slava (homonymie).
Slava (serbe : Слава) est une tradition religieuse de l'Église orthodoxe serbe qui célèbre le jour de la fête du saint patron de la famille. Le mot slava pourrait être traduit par « gloire » ou « louange » ou « Glorieux ».
La tradition religieuse de la Slava est très fortement liée à l'identité serbe ; toutes les familles serbes ont leur saint patron. Les Serbes sont le peuple chrétien où cette pratique est la plus répandue.
La Slava comme fête patronale familiale est en effet pratiquée par d'autres Orthodoxes mais cette pratique n'est pas (ou n'est plus) aussi généralisée comme chez les Serbes. On la retrouve chez les Macédoniens, chez les Bulgares, mais aussi chez certains Valaques membres de l'Église orthodoxe serbe, ainsi que chez les Grecs et chez les Russes qui, avant la révolution de 1917, la pratiquaient aussi régulièrement que les Serbes. Cette tradition est une continuation des églises domestiques des premiers siècles du christianisme. 
La Slava est aussi fêtée pour les Croates de l'Herzégovine du sud, de Bosnie centrale, de Dalmatie de Slavonie et de la région de la Lika : ainsi que chez certains catholiques albanais ; ils sont les seuls catholiques à pratiquer cette tradition. Mais même la communauté musulmane des Gorans (qui était orthodoxe jusqu'au XVIIIe siècle) a conservé cette tradition.
La Slava est également pratiquée dans les communautés serbes de France. C'est pour cette raison que la pratique est répertoriée à l'inventaire du patrimoine culturel immatériel en France.

## Origine de la Slava
Il existe deux théories qui expliqueraient l'importance de la Slava chez les Serbes. Selon certains auteurs, les Serbes auraient adopté la tradition de la fête patronale familiale au moment de leur conversion au christianisme, vers la fin du IXe siècle. Ils auraient choisi un saint patron au moment de leur baptême (ou plus simplement) pris le saint du jour. Ce choix aurait été fait de façon individuelle ou collective : la conversion pouvait être individuelle ou collective, les baptêmes de conversion au christianisme étant parfois liés à la conversion de tout un village.
L'autre théorie désigne la Slava comme une tradition remontant aux croyances religieuses polythéistes slaves. Dans la mythologie slave et dans la pratique courante de la religion, chaque famille avait son dieu protecteur, tout comme les Grecs et les Romains.
Le dernier temple païen en Serbie existait encore au début du règne de Stefan Uroš IV Dušan au XIVe siècle ; ce temple était dédié à Svantovít. Selon les défenseurs de la théorie païenne, cela prouve que les Serbes avaient mis plusieurs siècles pour se convertir tous au christianisme et montrerait leur conservatisme religieux ainsi que la non violence de la conversion ce qui pour l'époque est un fait des plus rares. Pour préserver leurs dieux païens, ils auraient choisi un saint protecteur familial chrétien en fonction de leur ancien dieu protecteur païen. Les variations de la Slava selon les différentes régions géographiques sont revendiquées comme une preuve supplémentaire par les défenseurs de cette théorie.
Ce qui paraît le plus vraisemblable, c'est que les deux théories sont valables en même temps : beaucoup de Serbes furent convertis de façon collective ; et des païens adoptèrent le christianisme et leur Saint en fonction de l'ancienne religion. Le baptême et les démarches de christianisation individuelle seraient le fait de conversions plus « sincères ».

## Héritage de la Slava

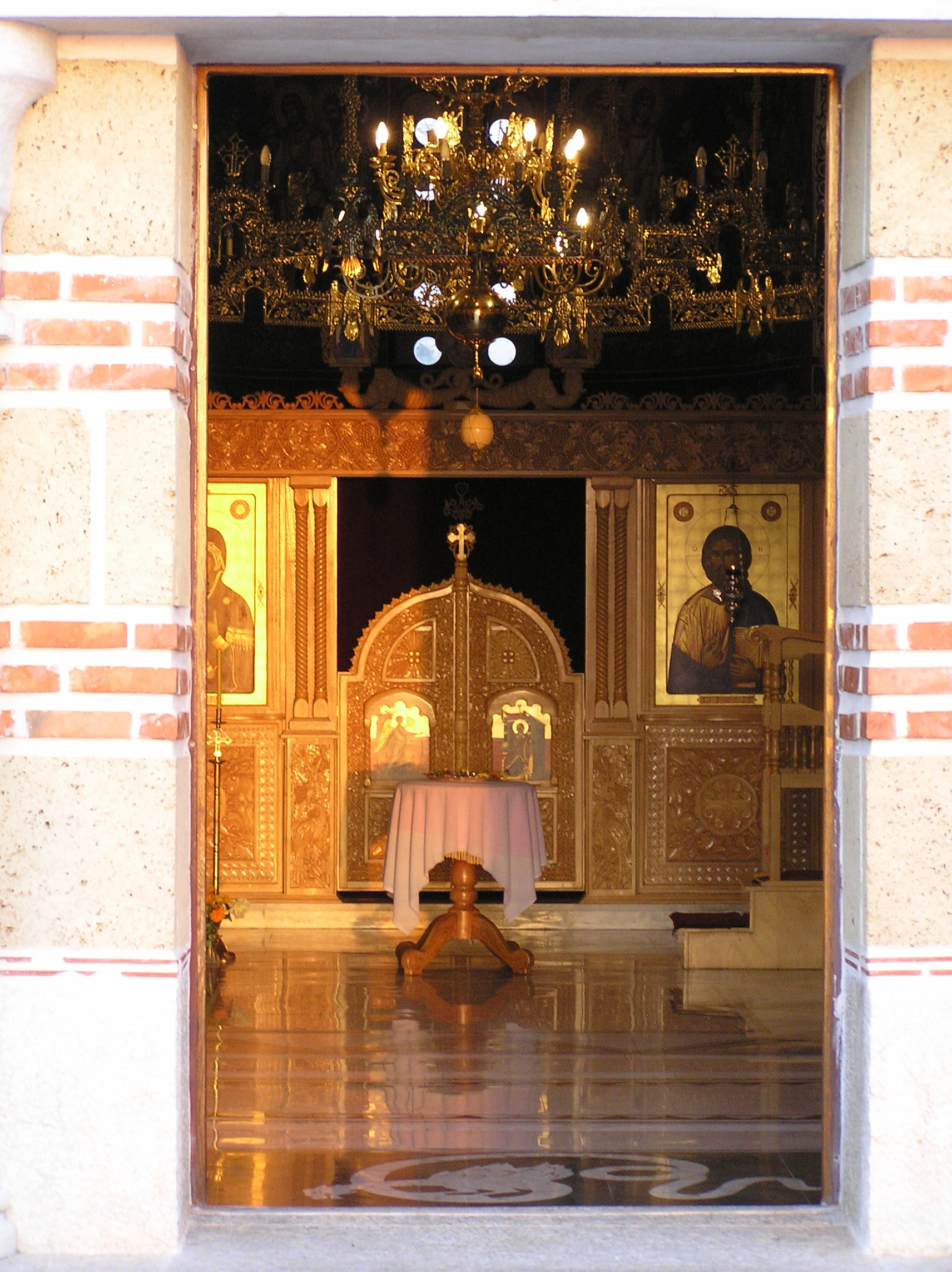
Une Église prêt à accueillir la Slava à Trebinje en république serbe de Bosnie.

Comme les autres fêtes de patronales, où le saint est un saint protecteur collectif qui protège un peuple ou un corps de métier, la Slava commémore le saint patron protecteur de la famille et également le saint patron de la « maison » (l'église domestique). On hérite donc du saint patron de père en fils. Les filles en héritent seulement si elles restent dans la « maison ». Une femme mariée célèbre généralement le saint patron de son mari.
Chaque ménage a une fête par an, (voire deux ou trois pour les saints figurant plusieurs fois au calendrier comme saint Jean Baptiste). Chaque famille choisit le jour principal de célébration parmi les jours disponibles pour le Saint. Le deuxième ou troisième jour de célébration est dénommé Preslava.
Certaines familles vénèrent aussi plusieurs saints, et ont donc plusieurs fêtes patronales dans l'année. Cela arrive en particulier lorsque la femme qui se marie est la seule descendante de sa parenté. Sa nouvelle famille accepte alors de prendre sa Slava comme Preslava.
Traditionnellement la Slava se pratique dans la maison du patriarche. Par patriarche, on l'entend dans son sens « antique » « père, chef de famille » qui est souvent la maison de l'ancêtre mâle le plus âgé dans la lignée. Ce qui est l'occasion de rassembler toute la descendance une fois par an autour de ce « patriarche ». Mais si jamais le ménage du fils se trouve déplacé trop loin de la maison du patriarche, il est autorisé à pratiquer la Slava sous son toit.

## Célébration de la Slava
La Slava rassemble toute la famille ainsi que tous les amis proches. Dans les villages serbes, le jour de la Slava, la porte du domaine était en principe ouverte à tout le monde : n'importe qui peut venir participer aux prières et bien sûr se restaurer même s'il n'est pas invité. La maison, église domestique sanctifiée par le Prêtre orthodoxe, est en effet considérée à ce moment comme une véritable église et donc ouverte à tous. Aujourd'hui, dans les villes et de plus en plus dans les villages, la Slava se fête sur invitations.

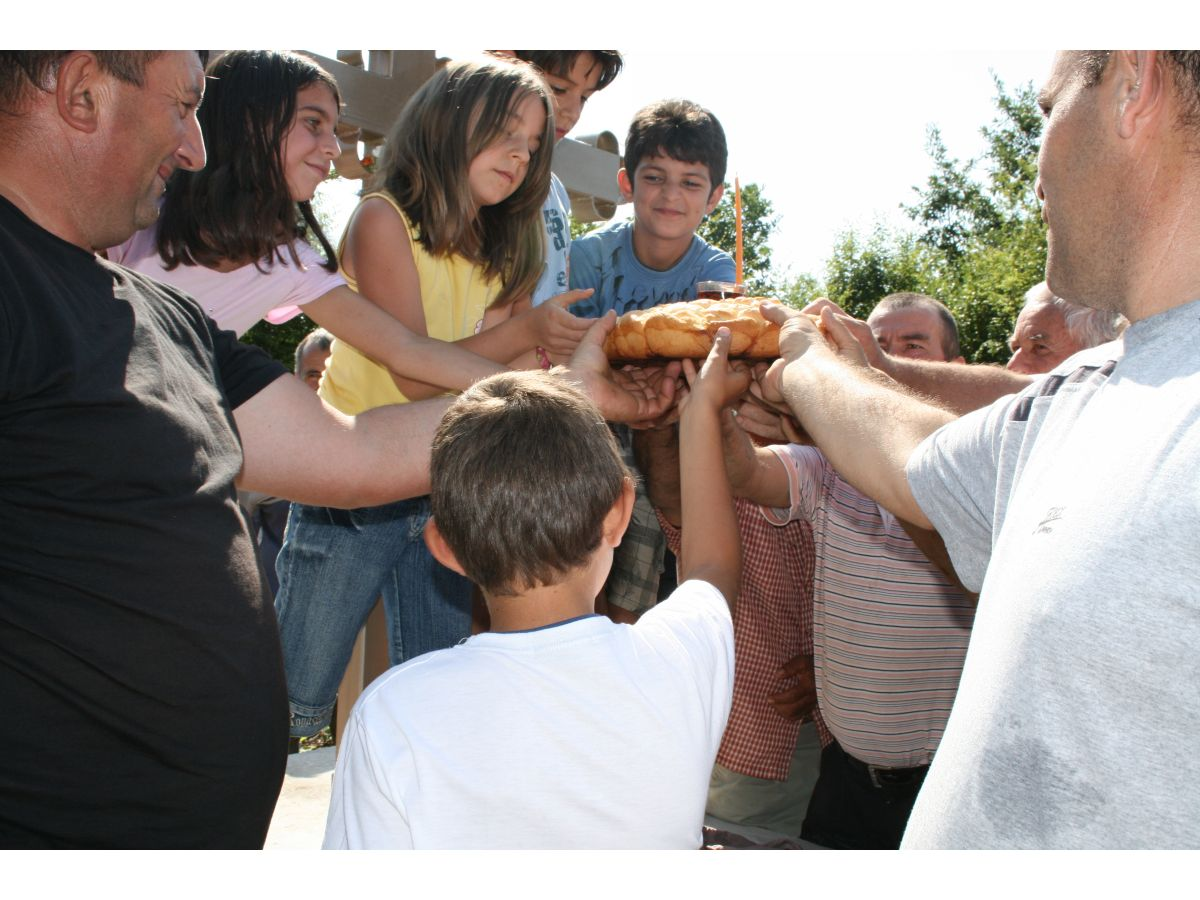
La traditionnelle rupture du pain de Slava

Si le jour de la Slava il y a une liturgie à l'église paroissiale, la famille y assiste et participe à la sainte communion,(sinon le dimanche précédent). Le prêtre de la paroisse est invité dans la maison familiale où il préside un court office qui implique la bénédiction du slavski kolač et koljivo, ainsi que de la bougie de la Slava, une haute bougie en cire d’abeille. Bien que cela ne soit pas nécessaire, il est courant que le prêtre, en plus de bénir la maison, effectue une courte commémoration des défunts de la famille. En l'absence de prêtre c'est le chef de famille qui préside la prière commune.
La Slava est l'occasion de réunir toute la famille avant le repas pour une prière autour d'une table traditionnelle : le pain (slavski kolač / славски колач), un peu de vin (vino / вино) et des grains de blé (koljivo / кољиво). Le pain et le vin sont des symboles chrétiens universels, le grain de blé est ici un symbole de la résurrection du Christ. Littéralement, kolač signifie un « pain rond » , mais en langue serbe moderne il a pris la signification de « le gâteau de la slava » , un gâteau dont le sommet est décoré avec le signe de la croix, préparé de diverses manières, mais plus parfois avec des noix, et, éventuellement, des clous de girofle et du miel.
Ensuite un repas (généralement copieux !) est servi. Selon que la célébration se situe dans une période de jeûne ou pas, on dira que la Slava peut être mrsna (grasse) ou posna (maigre). Dans le premier cas le repas peut contenir de la viande et des produits laitiers, repas « gras » (en serbe : mrsni), ou du poisson qui est remplace la viande, repas « maigre » (en serbe : posni).  
Les saints patrons de Slava les plus courants en Serbie sont : 
- Saint Nicolas, 19 décembre (Свети Никола, Никољдан),
- Saint Georges, 6 mai (Свети Ђорђе, Ђурђевдан),
- Saint Jean-Baptiste, 20 janvier (Théophanie) mais aussi, le 11 septembre (martyre) et le 7 juillet (naissance) (Свети Јован Крститељ, Јовањдан),
- Saint Dimitri, 8 novembre (Mitrovdan),
- Saint Michel archange, le 21 novembre (Свети Apхaнђел Mихајло, Арханђеловдан).